# Константін Богдан
Константін Богдан (рум. Constantin Bogdan, нар. 29 грудня 1993, Кишинів) — молдовський футболіст, захисник клубу «Єнісей».
Виступав, зокрема, за клуби «Іскра-Сталь», «Зімбру» та «Єнісей», а також молодіжну збірну Молдови.

## Клубна кар'єра
У дорослому футболі дебютував 2012 року виступами за команду клубу «Іскра-Сталь», в якій провів один сезон, взявши участь лише у 5 матчах чемпіонату. 
Своєю грою за цю команду привернув увагу представників тренерського штабу клубу «Зімбру», до складу якого приєднався 2013 року. Відіграв за кишинівський клуб наступний сезон своєї ігрової кар'єри. Більшість часу, проведеного у складі «Зімбру», був основним гравцем захисту команди.
У 2014 році уклав контракт з клубом «Єнісей», у складі якого провів наступний рік своєї кар'єри гравця. 
Протягом 2015 року знову захищав кольори команди клубу «Зімбру», граючи на правах оренди.
До складу клубу «Єнісей» повернувся 2015 року.

## Виступи за збірні
У складі юнацької збірної Молдови взяв участь у 2 іграх.
З 2012 року залучався до складу молодіжної збірної Молдови. На молодіжному рівні зіграв у 13 офіційних матчах, забив 1 гол.

## Досягнення
- Чемпіон Латвії (1):

«Спартакс»: 2016
- Володар Суперкубка Молдови (2):

«Зімбру»: 2014
«Мілсамі»: 2019
- Володар Кубка Молдови (3):

«Зімбру»: 2013/14
«Мілсамі»: 2017/18
Петрокуб: 2019/20